# Ben Gleason
Benjamin "Ben" Gleason, född 25 mars 1998, är en amerikansk professionell ishockeyback som är kontrakterad till Dallas Stars i National Hockey League (NHL) och spelar för Texas Stars i American Hockey League (AHL). Han har tidigare spelat för London Knights och Hamilton Bulldogs i Ontario Hockey League (OHL).
Gleason blev aldrig NHL-draftad.
Han är kusin till den före detta ishockeybacken Tim Gleason som spelade själv i NHL mellan 2003 och 2015.

## Statistik
| 2010–2011  | Honeybaked        | T1EHL      | 31  | 3  | 8   | 11  | 10  | —  | — | —  | —  | —  |
| 2011–2012  | Honeybaked        | HPHL       | 20  | 5  | 7   | 12  | 18  | —  | — | —  | —  | —  |
| 2012–2013  | Honeybaked        | HPHL       | 21  | 6  | 8   | 14  | 42  | —  | — | —  | —  | —  |
| 2013–2014  | Honeybaked U18    | HPHL       | 22  | 1  | 5   | 6   | 10  | —  | — | —  | —  | —  |
| 2014–2015  | London Knights    | OHL        | 41  | 0  | 5   | 5   | 16  | 4  | 0 | 0  | 0  | 2  |
| 2015–2016  | London Knights    | OHL        | 2   | 0  | 1   | 1   | 0   | —  | — | —  | —  | —  |
|            | Hamilton Bulldogs | OHL        | 64  | 7  | 25  | 32  | 44  | —  | — | —  | —  | —  |
| 2016–2017  | Hamilton Bulldogs | OHL        | 66  | 6  | 33  | 39  | 37  | 7  | 0 | 2  | 2  | 6  |
| 2017–2018  | Hamilton Bulldogs | OHL        | 63  | 9  | 39  | 48  | 43  | 21 | 3 | 15 | 18 | 12 |
| 2018–2019  | Dallas Stars      | NHL        | 1   | 0  | 1   | 1   | 0   | —  | — | —  | —  | —  |
|            | Texas Stars       | AHL        | 11  | 2  | 4   | 6   | 0   | —  | — | —  | —  | —  |
| NHL totalt | NHL totalt        | NHL totalt | 1   | 0  | 1   | 1   | 0   | —  | — | —  | —  | —  |
| AHL totalt | AHL totalt        | AHL totalt | 11  | 2  | 4   | 6   | 0   | —  | — | —  | —  | —  |
| OHL totalt | OHL totalt        | OHL totalt | 236 | 22 | 103 | 125 | 140 | 32 | 3 | 17 | 20 | 20 |

### Internationellt
| Källa: Uppdaterad: 2018-11-11 | Källa: Uppdaterad: 2018-11-11 | Källa: Uppdaterad: 2018-11-11 |         | Utv = Utvisningsminuter | Utv = Utvisningsminuter | Utv = Utvisningsminuter | Utv = Utvisningsminuter | Utv = Utvisningsminuter |
| År                            | Lag                           | Mästerskap                    | Matcher | Mål                     | Assists                 | Poäng                   | Utv                     |                         |
| ----------------------------- | ----------------------------- | ----------------------------- | ------- | ----------------------- | ----------------------- | ----------------------- | ----------------------- | ----------------------- |
| 2015                          | USA                           | Ivan Hlinka                   | 4       | 0                       | 1                       | 1                       | 6                       |                         |
| Junior totalt                 | Junior totalt                 | Junior totalt                 | 4       | 0                       | 1                       | 1                       | 6                       |                         |